# Waldemar Ochnia

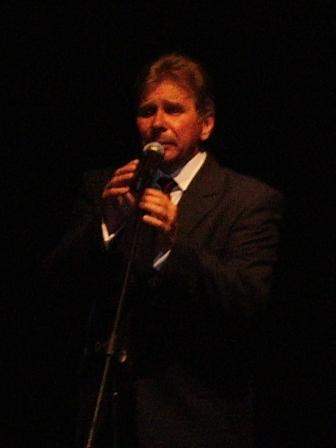
Waldemar Ochnia, Rzeszów 2011-07-15

Waldemar Paweł Ochnia (ur. 16 maja 1952 w Radomiu, zm. 8 lipca 2015 tamże) – polski artysta kabaretowy. 

## Życiorys
Występował w Podwieczorku przy mikrofonie i innym programie Radia, Parafonii. W latach 1991–1993 podkładał głos pod kukiełki zwierząt-polityków w programie Polskie Zoo. W latach 90. występował w programach Tadeusza Drozdy: Dyżurnym Satyryku Kraju i Polskiej Agencji Satyrycznej. Od 2005 roku występował w programie Szymon Majewski Show jako jeden z uczestników Rozmów w tłoku. Parodiował w nim m.in. Jerzego Urbana, Lecha Wałęsę, Józefa Oleksego, Janusza Rewińskiego i Waldemara Pawlaka.
Zmarł w wyniku choroby nowotworowej. Pochowany na cmentarzu rzymskokatolickim w Radomiu przy ul. Limanowskiego.